# Andrew J. Kuykendall
Andrew Jackson Kuykendall, född 3 mars 1815 i Gallatin County i Illinoisterritoriet, död 11 maj 1891 i Vienna i Illinois, var en amerikansk politiker (republikan). Han var ledamot av USA:s representanthus 1865–1867.
Kuykendall efterträdde 1865 William J. Allen som kongressledamot och efterträddes 1867 av Green B. Raum.
Kuykendall är begravd på Fraternal Cemetery i Vienna i Illinois.